# 粤北会战
粤北会战是中国抗日战争时期，中国军队与日本侵略军在广东中北部山区展开的大规模战役。日军为了攻占领当时的广东省战时政府驻地韶关，打通粤汉铁路，分别于1939年12月、1940年5月、1944年11月发动了三次大规模的向粤北进攻的战役。前两次以中国军队全面胜利告终。第三次粤北战役，日军攻占了韶关，打通了粤汉铁路，广东省国民政府被迫向西部山区迁移。

## 第一次粤北战役
1939年，日军占领广州后，企图进犯曲江。为确保粤北防区，余汉谋指挥部队阻击日军北犯，从而开始第一次粤北会战。第一次粤北战役，是当时广东战区规模最大、时间最长、战斗最激烈的战斗，历时近一个月，最后以日军的败退结束。
第一次粤北战役分为3个阶段：1939年12月18～26日为防御阶段，26～31日为反攻阶段，1940年1月1～8日为追击阶段。1939年12月26日，余汉谋下令全线反攻，其中第六十二军由佛冈向从化、牛背脊间迂回前进，重点反攻牛背脊，将北进的日军分割为两股，尔后集中兵力各个包围歼灭。由于日军粤北兵力受损，加之补给困难，粤北日军于1940年1月1日向广州方向撤退，第一次粤北战役以中国方面胜利结束。整个战役共歼敌军官236人、士兵9800余人。

## 第二次粤北战役
第一次粤北战役后，日军败退广州、增城，进行整训和补充。1940年5月上旬，在日军司令官安藤利吉的指挥下，第十八、三十八、一0四师团约两万人，战车数十辆，以及第二十一独立飞行队30余架飞机，再次向粤北进犯。中国守军依托工事，在前沿阻击日军，对于深入纵深的敌军，则集中兵力进行围歼。经过一个月的拉锯战，日军撤退。
此次战役分为3个阶段：1940年5月13～23日为防御阶段，5月24～31日为争夺阶段，6月1～12日为追击阶段。短短一个月期间，经过多次拉锯战，一五二师守住良口制高点石榴花山，6月12日，日军溃退回广州，恢复战前双方阵地原态势。

## 第三次粤北战役
1944年11月，日本侵略军集合两万余兵力，发动了第三次粤北会战，打通了粤汉铁路，并于1945年初攻占韶关，广东省政府随之向西部山区迁移至连州，直至抗战胜利才迁回广州。